# Traqués par la Gestapo
Pour plus de détails, voir Fiche technique et Distribution.
Traqués par la Gestapo (L'oro di Roma) est un film franco-italien réalisé par Carlo Lizzani, sorti en 1961.
Fidèle aux idéaux du néo-réalisme, Carlo Lizzani traite de faits véridiques pour tenter d'en extraire une signification morale et politique.

## Synopsis
En octobre 1943, le commandement allemand de la place de Rome ordonne que la communauté juive de la ville lui livre, dans un délai de vingt-quatre heures, cinquante kilos d'or : faute de quoi deux cents otages seront fusillés. La collecte des bijoux s'effectue, sans éviter de provoquer des remous dans la communauté juive. Bien qu'à la fin, la rançon soit effectivement livrée, l'autorité militaire ne tient nullement ses promesses. Une rafle est organisée autour du Portico d'Ottavia, dans laquelle deux mille juifs seront capturés et dirigés vers les camps d'extermination nazis. Le film conte, en parallèle, une intrigue amoureuse entre Giulia, fille d'un professeur juif, et Massimo, étudiant de confession catholique. Giulia n'ignore pas qu'un mariage pourrait lui éviter la déportation et lui sauver la vie.

## Fiche technique
- Titre original : L'oro di Roma
- Titre français : Traqués par la Gestapo ; L'Or de Rome (titre alternatif)
- Réalisation : Carlo Lizzani
- Scénario : Lucio Battistrada, Luccio B. Giuliani, A. Lecco, C. Lizzani
- Photographie : Erico Menczner
- Montage : Franco Fraticelli
- Musique : Giovanni Fusco
- Production : Henryk Chrosicki, Giuliani G. De Negri
- Sociétés de production : Ager Cinematografica, CIRAC, Contact Organisation
- Pays d'origine :  Italie /  France
- Langue : italien
- Format : noir et blanc - 35 mm - son mono
- Durée : 110 min
- Dates de sortie :
  - Italie : 24 novembre 1961
  - France : 28 juillet 1963

## Distribution
- Anna Maria Ferrero : Giulia
- Gérard Blain : David
- Jean Sorel : Maxime
- Andrea Checchi : le père de Giulia
- Paola Borboni  (VF : Marie Francey) : Rosa
- Umberto Raho  (VF : Jacques Beauchey) : le rabbin Beniamino
- Tiziano Cortini : le major Keppler
- Filippo Scelzo  (VF : Camille Guerini) : Ludovico le président
- Enzo Petito  (VF : Robert Dalban) : l'usurier
- Ugo D'Alessio  (VF : Rene Blancard) : Piperno l'orfèvre
- Luigi Scavran  (VF : Pierre Asso) : Simon Amalfi
- Tino Bianchi  (VF : Jacques Dacqmine) : Pietro le banquier
- Peppino de Martino  (VF : Andre Valmy) : un fasciste
- Miranda Campa  (VF : Jacqueline Porel) : la mère de Maxime
- Gualtiero Isnenghi  (VF : Richard Francoeur) : Monseigneur
- Emilio Masselli  (VF : Raymond Rognoni) : Membre du conseil